# Eupithecia stigmaticata
Eupithecia stigmaticata är en fjärilsart som beskrevs av Hugo Theodor Christoph 1885. Eupithecia stigmaticata ingår i släktet Eupithecia och familjen mätare. Inga underarter finns listade i Catalogue of Life.